# Puchar Świata Siłaczy 2006: Fürstenfeldbruck
Puchar Świata Siłaczy 2006: Fürstenfeldbruck – czwarte w 2006 r. zawody siłaczy z cyklu Puchar Świata Siłaczy.
Data: 1 lipca 2006 r.

Miejsce: Fürstenfeldbruck  Niemcy
Konkurencje:
WYNIKI ZAWODÓW:
| Miejsce | Zawodnik        | Kraj     | Punkty |
| ------- | --------------- | -------- | ------ |
| 1.      | Jarosław Dymek  | Polska   | 60,5   |
| 2.      | Mychajło Starow | Ukraina  | 56     |
| 3.      | Tarmo Mitt      | Estonia  | 46     |
| 4.      | Sławomir Toczek | Polska   | 44     |
| 5.      | Dominic Filiou  | Kanada   | 42     |
| 6.      | Antanas Abrutis | Litwa    | 39     |
| 7.      | Franz Beil      | Niemcy   | 38     |
| 8.      | Reidar Kvåle    | Norwegia | 35,5   |
| 9.      | Terry Hollands  | Anglia   | 33     |
| 10.     | Simon Flint     | Anglia   | 27,5   |
| 11.     | Richárd Danis   | Węgry    | 26     |
| 12.     | Ralf Ber        | Austria  | 19,5   |